# 4th Maryland Infantry
Le 4th Maryland Volunteer Infantry Regiment est un régiment d'infanterie qui a servi dans l'armée de l'Union pendant la guerre de Sécession.

## Service
Le 4th Maryland Infantry est organisé à Baltimore, dans le Maryland, en juillet et en août 1862 pour une durée de trois ans de service sous le commandement du colonel William J. L. Nicodemus.
Le régiment est affecté à la brigade du Maryland de Kenly, aux défenses de la partie supérieure du Potomac dans le VIIIe corps du département du milieu jusqu'en mars 1863. Il est dans la première brigade de la première division du VIIIe corps jusqu'en juin 1863. Il est dans la brigade du Maryland de la division de French du VIIIe corps jusqu'en juillet 1863. Il est dans la troisième brigade de la troisième division du Ier corps de l'armée du Potomac jusqu'en décembre 1863. Il appartient à la deuxième brigade de la troisième division du Ier corps jusqu'en mars 1864. Il est dans la troisième brigade de la deuxième division du Ve corps jusqu'en juin 1864. La 2e Brigade de la 2e Division, V Corps, de mai 1865.
Le 4th Maryland Infantry est libéré du service le 31 mai 1865.

## Service détaillé

### 1862
Le 4th Maryland Infantry quitte Baltimore pour se rendre à Antietam, au Maryland le 18 septembre 1862. Il participe à la défense de Williamsport, au Maryland les 20 et 21 septembre 1862. Puis, il est en service entre Williamsport et Hagerstown jusqu'au 11 décembre. Il part à Maryland Heights les 11 et 12 décembre, et y est en service jusqu'au 9 avril 1863. 

### 1863
Il est à Bolivar Heights jusqu'au 30 avril. Il part à Grafton et Clarksburg, en Virginie-Occidentale les 30 avril-1er mai pour repousser l'invasion. Il participe aux opérations de lutte contre Jones et Imboden du 1er au 26 mai. Il va à Maryland Heights le 26 mai, et y est en service jusqu'au 30 juin. Il retraite sur Frederick au Maryland, le 30 juin, et garde les ponts sur la rivière Monocacy jusqu'au 6 juillet.  
Il réoccupe Maryland Heights le 7 juillet. Il rejoint le I corps, près de Boonsborough, au Maryland le 10 juillet. Il participe à la poursuite de Lee à Warrenton en Virginie du 12 au 24 juillet et est à Warrenton Jonction du 25 juillet au 27 juillet, et près de Rappahannock Station du 4 août au 16 septembre. Il avance sur Rapidan du 16 au 18 septembre. Il participe à la campagne de Bristoe du 9 au 22 octobre. Il est à Bristoe Station le 14 octobre et à  Haymarket le 19 octobre. Il garde le chemin de fer d'Orange et Alexandria du 24 octobre au 23 novembre. Il participe à la campagne de Mine Run du 26 novembre au 2 décembre. 

### 1864
Il est en service à proximité de Culpeper jusqu'en mai 1864. Il fait une démonstration sur la Rapidan les 6 février 1864 et 7 février 1864. Il participe à la campagne de la Rapidan jusqu'à la James du 3 mai au 15 juin. Il participe à la bataille de la Wilderness du 5 au 7 mai ; Il est à Laurel Hill 8 mai et à Spotsylvania du 8 au 12 mai. Il est à Spotsylvania Court House du 12 au 21 mai, participant à l'assaut sur le Saillant le 12 mai. Il est à Harris Farm ou Fredericksburg Road le 19 mai. il est à North Anna River du 23 au 26 mai. Il est ensuite à Jericho Ford le 23 mai. Il est en ligne à Pamunkey 26 au 28 mai. Il est Totopotomoy du 28 au 31 mai et à Cold Harbor du 1er au 12 juin. Il est à Bethesda Church du 1er au 3 juin.  
Il est devant Petersburg du 16 au 18 juin et participe au siège de Petersburg du 16 juin 1864 au 2 avril 1865. Il est à Jerusalem Plank Road, chemin de fer de Weldon du 22 au 24 juin 1864. Il assiste à l'explosion de la mine à Petersburg le 30 juillet (réserve). Il est sur le chemin de fer de Weldon du 18 au 21 août. Il est à Grove Church du 29 septembre au 2 octobre. Il est à Yellow House du 2 au 5 octobre et à Peeble's Farm les 7 et 8 octobre. Il est à  Davis House le 8 octobre et à Boydton Plank Road, Hatcher, les 27 au 28 octobre. Il participe au raid de Warren sur le chemin de fer de Weldon  du 7 au 12 décembre. 

### 1865
Il est à Dabney's Mills, Hatcher, du 5 au 7 février 1865. Il participe à la campagne d'Appomattox du 28 mars au 9 avril. Il est à Boydton Plank Road et à White Oak Road du 29 au 31 mars. Il participe à la bataille de Five Forks le 1er avril. Il participe à la chute de Petersburg le 2 avril et à la poursuite de Lee du 3 au 9 avril. Il est à Appomattox Court House le 9 avril. Il assiste à la reddition de Lee et de son armée. Il part pour Washington, DC, du 1er au 12 mai. Il participe à la grande revue des armées le 23 mai.

## Commandants
- Colonel William J. L. Nicodemus - libéré le 17 novembre 1862
- Colonel Richard Neville Bowerman

## Pertes
Le régiment perd un total de 108 hommes pendant le service ; 3 officiers et 32 soldats sont tués ou blessés mortellement, et 1 officier et 72 hommes du rang en raison de la maladie.